# فهرست نویسندگان خداناباور

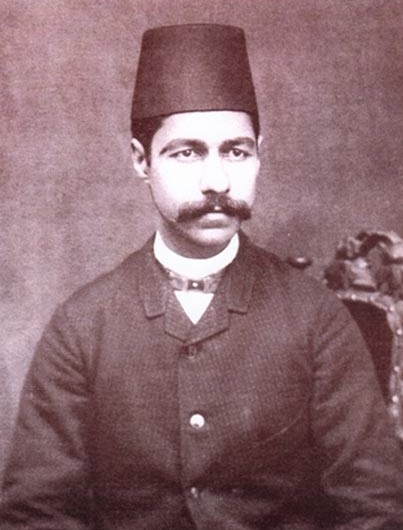
عبدالحسین (آقا خان) کرمانی یکی از رجال برجسته دوره جنبش مشروطه

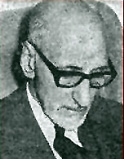
علی دشتی نویسنده کتاب ۲۳ سال

مسعود انصاری نویسنده دین‌ناباور معاصر

فهرست نویسندگان خداناباور (به انگلیسی: List of atheist authors) به معرفی نویسندگانی می‌پردازد که به وجود خدا اعتقاد ندارند.

## نویسندگان
- داگلاس آدامز؛ نویسندهٔ انگلیسی که شهرتش بیشتر به‌دلیل کتاب راهنمای مسافران کهکشان است.[۲]
- میرزا آقاخان کرمانی؛ کنش‌گر سیاسی، نویسنده ایرانی.
- مسعود انصاری؛ حقوق‌دان، سیاست‌دان، نویسنده، مترجم، پژوهشگر ایرانی.
- صادق هدایت؛ نویسنده و مترجم ایرانی.
- علی دشتی؛ نویسنده، سیاست‌مدار، پژوهشگر ادبیات.
- جاوید اختر؛ فیلم‌نامه‌نویس، سیاست‌مدار، شاعر و نویسنده اهل کشور هند.[۳]
- طارق علی؛ تاریخ‌نگار، رمان‌نویس، فیلم‌ساز و فعال سیاسی چپ‌گرای بریتانیایی-پاکستانی. وی همچنین یکی از اعضای هیئت ویراستاران مجلهٔ New Left Review است.[۴]
- ژورژه آمادو؛ رمان‌نویس برزیلی است که بیشتر به‌خاطر نوشتن آثاری در شرح زندگی مردم زادگاهش، استان باهیای برزیل، مشهور است.[۵]
- اریک امبلر؛ نویسنده بریتانیایی داستان‌های کارآگاهی بود.[۶]
- کینگزلی آمیس؛ شاعر، رمان‌نویس، منتقد و آموزگار اهل بریتانیا بود. وی در طول دوران نویسندگی خویش بیش از بیست رمان، شش کتاب شعر و تعداد زیادی داستان کوتاه و نمایشنامه رادیویی و تلویزیونی نوشت. زندگی‌نامه‌نویس زاکری لیدر وی را طنزپردازترین نویسنده انگلیسی زبان نیمه دوم قرن بیستم توصیف کرده‌است. در سال ۲۰۰۸ روزنامه تایمز نام آمیس را در رتبه نهم جدول پنجاه نویسنده بزرگ بریتانیایی از سال ۱۹۴۵ قرار داد.[۷]
- آیزاک آسیموف؛ نویسندهٔ آمریکایی روسی‌تبارِ گونه‌های علمی، علمی–تخیلی، خیال‌پردازی، وحشت و دکتر در بیوشیمی بود. شهرت اصلی او بیشتر به‌خاطر سری بنیاد است. قوانین سه‌گانهٔ رباتیک وی از شهرت جهانی برخوردار است و دانشنامه بریتانیکا وی را واضعِ واژهٔ رباتیک در زبان انگلیسی می‌شناسد.[۸]
- جیمز بالدوین؛ رمان‌نویس، مقاله‌نویس و نمایش‌نامه‌نویس آمریکایی بود که برای علاقه و فصاحتش در موضوع نژاد در آمریکا، به چهره‌ای مهم در آمریکا و اروپای غربی در اواخر دهه ۱۹۵۰ و اوایل دهه ۱۹۶۰ میلادی تبدیل شد.[۹]
- جی. جی. بالارد؛ رمان‌نویس انگلیسی. مشهورترین رمان او «تصادف» است.[۱۰]
- جولیان بارنز؛ نویسنده و منتقد ادبی انگلیسی.[۱۱]
- گریگوری بنفورد؛ فیزیک‌دان، ستاره‌شناس، و پدیدآور اهل آمریکا.[۱۲]
- سلمان رشدی؛ نویسنده کتاب معروف آیات شیطانی
- انتان لاوی؛ موسیقی‌دان و نویسنده آمریکایی و مبدع شیطان‌گرایی لاویی
- پیتر گیلمور؛ موسیقی‌دان و نویسنده آمریکایی
- ریچارد داوکینز؛ نویسنده.